# Delschad Numan Khorschid
Delschad Numan Khorschid (* 1983) ist ein im Irak geborener und in Deutschland lebender und arbeitender Schauspieler, Autor, Fotograf und Filmemacher.

## Leben

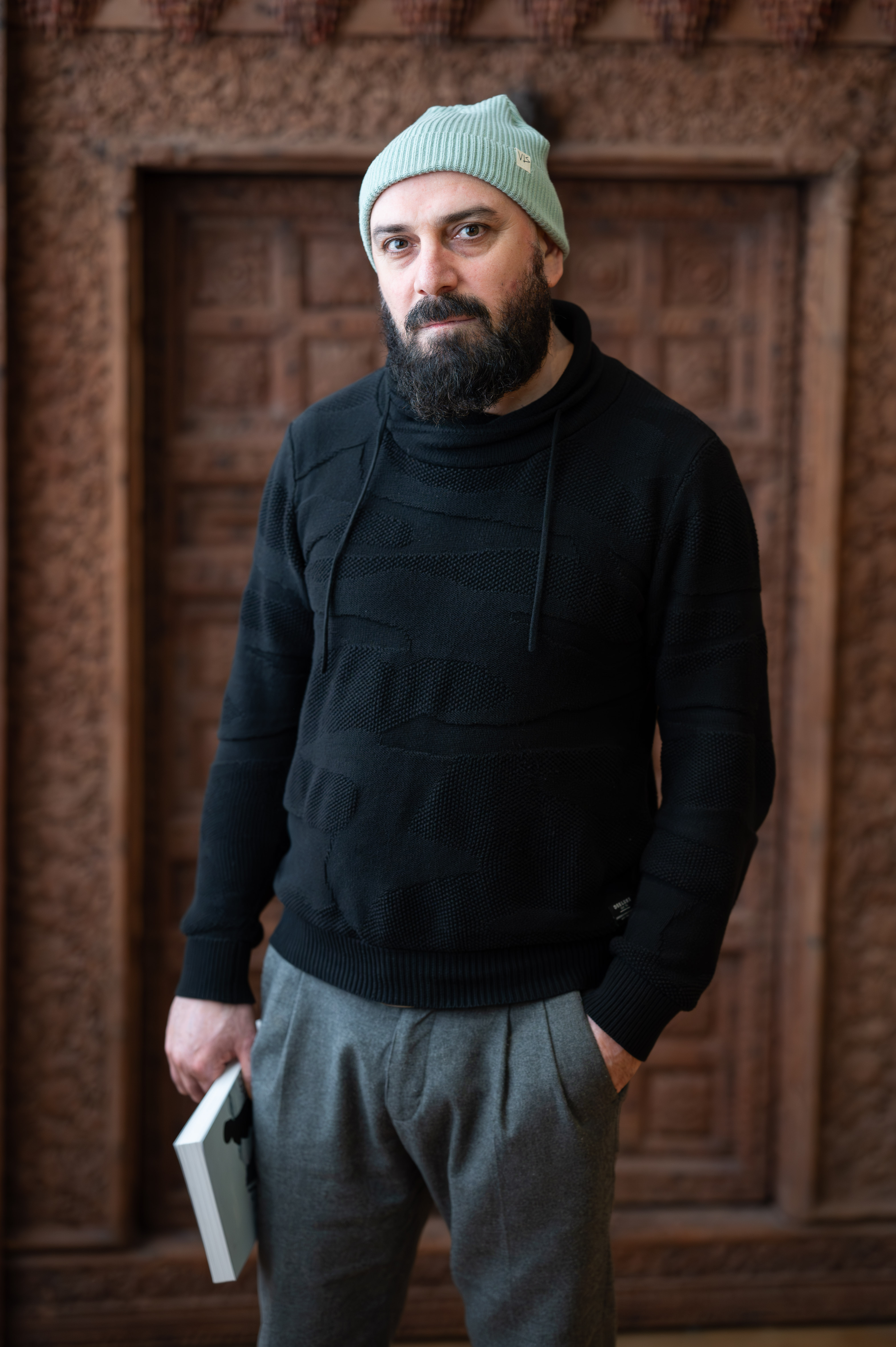
Delschad Numan Khorschid (2025). Foto: Nicolai Kästner, Museum Fünf Kontinente

Delschad Numan Khorschid ist im kurdischen Teil des Nordirak aufgewachsen. Er ist Überlebender der genozidalen Maßnahmen ("Anfal-Operation") des irakischen Baath-Regimes unter Saddam Hussein gegen die kurdische Bevölkerung und andere Minderheiten im Nordirak, bei der Khorschid einen großen Teil seiner Familie verloren hat. Er verließ im Alter von 17 Jahren seine ursprüngliche Heimat, wo er seine Mutter und seine überlebenden Geschwister zurücklassen musste. Nach eineinhalb Jahren Flucht gelangte er nach München und baute sich in seiner neuen Heimat Deutschland eine Zukunft auf.
Er absolvierte von 2012 bis 2016 sein Studium an der Berliner Schule für Schauspiel, Film und Theater. Anschließend sammelte er Bühnenerfahrung am Mittelsächsischen Theater Freiberg. Seit der Spielzeit 2019/2020 ist er festes Ensemblemitglied am Residenztheater München.
In seiner Lyrik und seiner Prosa setzt sich Delschad Numan Khorschid mit seiner Flucht aus dem Irak und den Folgen des Krieges auseinander. Das Ankommen und sein Leben in Deutschland, seine Sicht auf die Welt und auf jene Orte, die er mit seiner Vergangenheit und Gegenwart verbindet, stehen im Fokus seiner Texte. 2018 entstanden bei seiner Reise in den Irak Fotografien, die die dortige Landschaft und seinen Herkunftsort, die durch Krieg zerstört wurden, dokumentieren. Sein Buchprojekt »Nirgendwo ist mein Zuhause« wurde 2024 mit der Verlagsprämie des Freistaats Bayern für ein herausragendes Publikationsvorhaben ausgezeichnet.

## Theater (Auswahl)

### Mittelsächsisches Theater Freiberg
- 2016: Neun Blaue Nächte (als Er). Von Matéi Visniec. Inszenierung: Ekkehardt Emig

### Theater unterm Dach Berlin
- 2018: Jason und Medea - Oder was ist Heimat (als Jason). Text und Inszenierung: Karin Mikityla

### Residenztheater München
- 2019: Kassandra/Prometheus. Recht auf Welt (als Chor / Lehrstück / Okeaniden), Von Kevin Rittberger. Inszenierung: Peter Kastenmüller
- 2020: M-EIne Stadt sucht einen Mörder (1/2/3) - 1: Wer hat Angst vor was eigentlich? - 2: Wem nutzt welcher Schrecken? - 3: Hässliche Furcht oder schönste Gegenwehr?  (als der Experte). Eine  Konzertinstallation von Schorsch Kamerun nach Fritz Lang und  Thea von Harbou. Inszenierung: Schorsch Kamerun (In Kooperation mit dem Bayerischen Rundfunk und der Münchener Biennale)
- 2021: Unsere Zeit (als Hawal). Von Simon Stone nach Motiven von Ödön von Horváth (Uraufführung/Auftragswerk). Inszenierung: Simon Stone[7][8][9][10][11][12]
- 2021: Resi liest - Die Sommer. Aus dem Debütroman von  Ronya Othmann
- 2021: Die Träume der Abwesenden (als Kluiters, Klempner). Von Judith Herzberg. Inszenierung: Stephan Kimmig[13][14][15][16]
- 2021: Urteile (Revisited) – Nach dem Prozess. Von Christine Umpfenbach und Azar Mortazavi. Inszenierung: Christine Umpfenbach[17][18][19][20]
- 2022: Spiel des Lebens – Die Kareno-Trilogie: «An des Reiches Pforten» – «Spiel des Lebens» – «Abendröte» (als Rejersen, Otermanns Assistent). Nach Knut Hamsun. Inszenierung: Stephan Kimmig[21][22][23][24][25]
- 2022: Warten auf Platonow (als Rechter Daumen). Nach Anton Pawlowitsch Tschechow. Inszenierung: Thom Luz[26]
- 2022: Der Entrepreneur (div. Rollen). Von Kevin Rittberger (Uraufführung/Auftragswerk). Inszenierung: Nora Schlocker[27]
- 2023: Reineke Fuchs (als Braun, der Bär). Von Johann Wolfgang von Goethe. Inszenierung: Schorsch Kamerun[28]
- 2023: Jetzt oder Nie – Ein Liederabend von Florian Paul und Max Rothbart[29]
- 2024: Pygmalion (als Doolittle). Nach George Bernard Shaw. Inszenierung: Amir Reza Koohestani und Mahin Sadri[30][31][32][33][34]
- 2024: Die Ärztin (als Brian Cyprian). Von Robert Icke sehr frei nach «Professor Bernhardi» von Arthur Schnitzler. Inszenierung: Miloš Lolić[35][36][37][38][39]
- 2024: Ein Sommernachtstraum (als Franz Schnauz). Nach William Shakespeare. Inszenierung: Stephan Kimmig[40][41][42][43][44]
- 2025: Romeo und Julia (als Prinz von Verona). Von William Shakespeare. Inszenierung: Elsa-Sophie Jach[45]
- 2025: Pippi Langstrumpf (als Kling/Donner-Karlsson/Kapitän Langstrumpf). Von Astrid Lindgren für die Bühne bearbeitet von Christian Schönfelder. Inszenierung: Daniela Kranz[46]

## Filmografie (Auswahl)
- 2017: Alle in einem Boot (als Gebrael). Regie:Tobias Stille
- 2023 Polizeiruf 110 - Paranoia (als Pfleger Fahad). Regie: Tobias Ineichen

## Hörspiele und Podcasts (Auswahl)
- 2018: Agnieszka Lessmann: Einstiegskurs (Jassir) – Regie: Felicitas Ott (Original-Hörspiel – SWR)
- 2020: Schorsch Kamerun: M – Eine Stadt sucht einen Mörder (Wer hat Angst vor was eigentlich?). Nach dem Film M – Eine Stadt sucht einen Mörder – Komposition und Regie: Schorsch Kamerun (Hörspielbearbeitung – BR)[47]
- 2025: Delschad Numan Khorschid: Nirgendwo ist mein Zuhause. (Bayern 2 - Buchgefühl - reden und lesen)[48]
- 2025: #23 Wie spielst du das, Delschad Numan Khorschid? - Der Resi Podcast.- Im Gespräch: Andreas Beck und Delschad Numan Khorschid[49]
- 2025: Flucht und Exil - Als Migrant im deutschen Stadttheatersystem - Deutschlandfunk Kultur - Der Theaterpodcast[50]
- 2025: "Je tiefer der See, desto schöner das Schwimmen" - Nachtkritik - Theaterpodcast (81) – Theatermachen im Exil[51]
- 2025: Die geniale Stelle: Delschad Numan Khorschid über Brechts „Radioapparat“ - Deutschlandfunk Kultur, 26. Juli 2025[52]
- 2025: Delschad Numan Khorschid - Das Theater als Ort der Freiheit (Im Gespräch - Deutschlandfunk Kultur, 29. Juli 2025)[53]

## Fotoausstellungen (Auswahl)
- 2023: Kunstverein Aalen
- 2023: Glockenbachwerkstadt München
- 2023: Bellevue di Monaco München
- 2024: ART ALARM Stuttgart - Uno Art Space - Galerie Ute Noll

## Performances und Lesungen (Auswahl)
- 2025: Nirgendwo ist mein Zuhause (München, Museum Fünf Kontinente). Im Rahmen der Internationalen Tage gegen Rassismus 2025
- 2025: Im Grenzland (München, Marstall-Salon im Marstalltheater). Im Rahmen des WELT/BÜHNE-Festivals 2025
- 2025: Nirgendwo ist mein Zuhause (Exilmuseum Berlin)

## Publikationen
- 2025: Nirgendwo ist mein Zuhause (Schillo-Verlag, München)
- 2025: Das Unsagbare aussprechen (LiteraturSeiten München, Juni 2025: Seite 2)